# يوهان كارل إرنفريد كيجل
يوهان كارل إرنفريد كيجل (بالألمانية: Johann Karl Ehrenfried Kegel)
هو مستكشف ألماني زار شبه جزيرة كامشاتكا بين 1841-1847م ،ولد 3 أكتوبر 1784 وتوفى في 25 يونيو 1863 في أوديسا (أوكرانيا).